# Municipio de Lafayette (condado de Scott)
El municipio de Lafayette (en inglés: Lafayette Township) es un municipio ubicado en el condado de Scott en el estado estadounidense de Arkansas. En el año 2010 tenía una población de 78 habitantes y una densidad poblacional de 2,12 personas por km².

## Geografía
El municipio de Lafayette se encuentra ubicado en las coordenadas 34°52′33″N 94°24′20″O / 34.87583, -94.40556. Según la Oficina del Censo de los Estados Unidos, el municipio tiene una superficie total de 36.73 km², de la cual 36,16 km² corresponden a tierra firme y (1,57 %) 0,57 km² es agua.

## Demografía
Según el censo de 2010, había 78 personas residiendo en el municipio de Lafayette. La densidad de población era de 2,12 hab./km². De los 78 habitantes, el municipio de Lafayette estaba compuesto por el 62,82 % blancos, el 10,26 % eran afroamericanos, el 14,1 % eran amerindios, el 3,85 % eran asiáticos y el 8,97 % eran de una mezcla de razas. Del total de la población el 1,28 % eran hispanos o latinos de cualquier raza.